# ساده (ملكة)
ساده أو سادهي ، هي ملكة مصرية قديمة غير حاكمة أو زوجة ملك ، و قد كانت زوجة ثانوية للملك منتوحتب الثاني من الأسرة الحادية عشرة.

## حياتها
و تم العثور على مقبرتها (DBXI.7) و مصلى (مزار) صغير مزخرف لها في مجمع معبد دير البحري الخاص بزوجها، خلف المبنى الرئيسي مباشرة ، بالإضافة إلى مقابر خمس سيدات أخريات :عاشيت و هنهنت و كاويت و كمسيت و الأميرة ماييت. هي و ثلاث نساء أخريات من الستة تحملن ألقاب الملكات، و كان معظمهن كاهنات للإلهة حتحور، لذلك فمن الممكن أنهن دفنن هناك كجزء من عبادة هذه الإلهة ، ولكن من الممكن أيضا أن تكن بنات للنبلاء أراد الملك أن يحافظ على مقابرهن بوضعهن ضمن مجمعه الجنائزي الخاص.

## ألقابها
- زوجة الملك و حبيبته
- حلية الملك الوحيدة.
- كاهنة الإلهة حتحور.[2]